# 新興駅 (神奈川県)
新興駅（しんこうえき）は、かつて神奈川県横浜市神奈川区守屋町三丁目に駅舎を置いていた、日本貨物鉄道（JR貨物）の貨物駅（廃駅）である。東海道本線貨物支線（通称、高島線）上にあった。2002年（平成14年）より貨物列車の発着はなくなり、2010年（平成22年）に正式に廃止された。
かつての駅住所は旧入江駅から分岐する貨物支線（通称:新興線）の終端の鶴見区大黒町4で、そこに駅舎も存在した。営業キロ設定上は廃止時点でも新興線の終端に置かれていたが、廃止時点では新興線のすべてのレールが撤去されていた。

## 概要
京浜工業地帯に位置し、駅周辺には多くの工場が立ち並んでいる。当駅はそれらからの専用線が多く接続していた。
最盛期の1970年代には25社30本の専用線が接続していたが、鉄道貨物輸送の衰退に伴い貨物取扱量が減少、2000年（平成12年）に昭和電工横浜事業所の専用線が廃止、最後まで残っていた内外輸送横浜支店の専用線も2002年（平成14年）に廃止され、貨物列車の発着が無くなった。恵比須町の昭和電工専用線接続部が新興第一地区、大黒町の食肉市場手前の駅舎を含む区域が新興第三地区と称されていた。なお、1985年（昭和60年）3月14日に隣駅の入江駅は廃止され当駅に併合されている。

## 歴史
- 1934年（昭和9年）3月1日：開業[1]。
- 1970年（昭和45年）2月12日：駅構内でポイント係員の切り替えミスにより貨物列車と留置していた貨車が衝突。貨車が脱線して駅構内の電柱などを破壊、踏切内で横転した[2]。
- 1987年（昭和62年）4月1日：国鉄分割民営化によりJR貨物の駅となる[1]。
- 2010年（平成22年）4月1日[3]：廃駅となる。

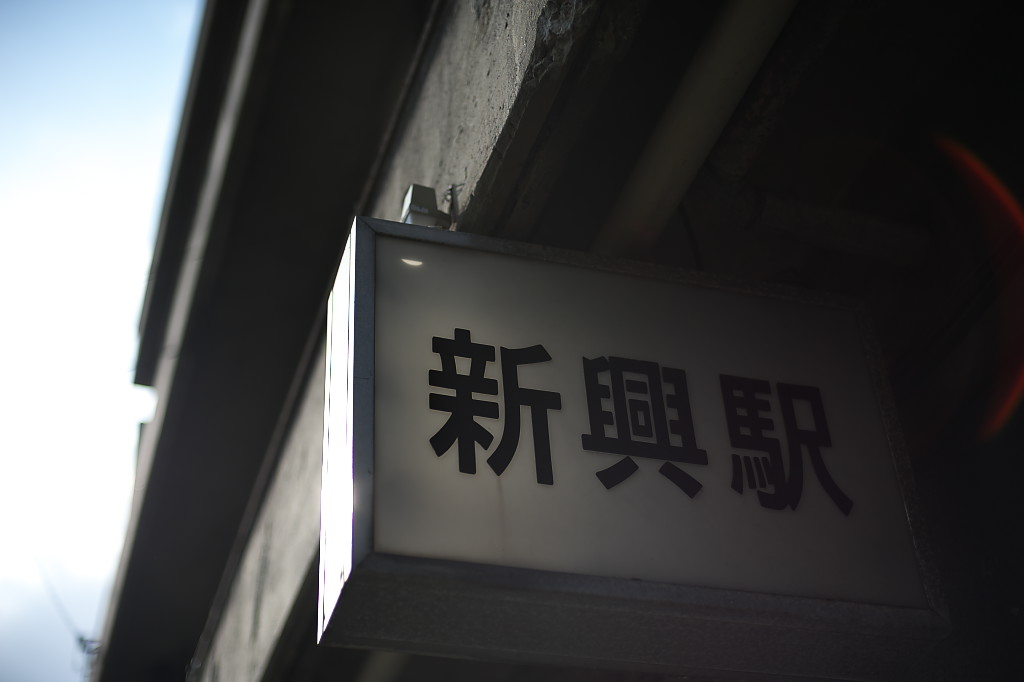
駅舎入り口の駅名表示
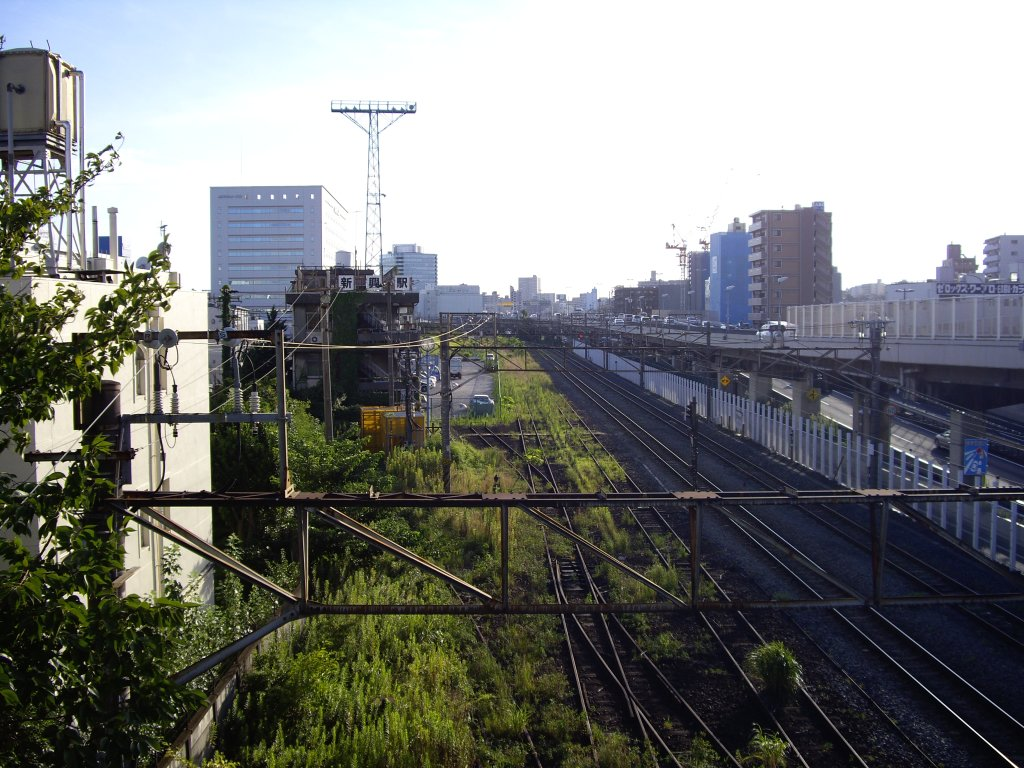
駅全景（2007年8月）

## 接続していた専用線
主なもの、旧入江駅方面から順。
- 昭和電工横浜事業所 専用線

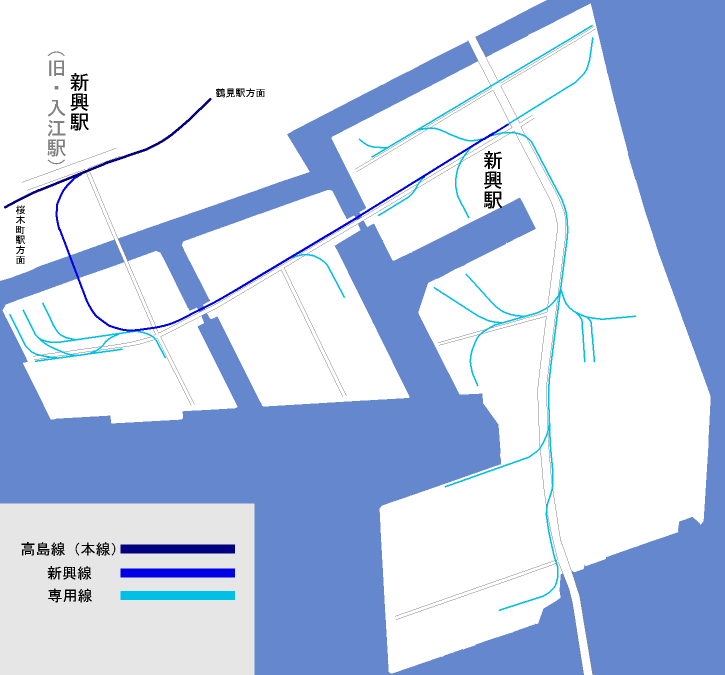
専用線路線図（1975年）

  - 2000年（平成12年）3月17日まで塩尻駅へのアルミナ輸送があったが、トラック輸送に転換され廃止された。
- 日新運輸倉庫（現・日新）神奈川埠頭倉庫 専用線
  - 昭和電工線から分岐していた。
- 日本石油精製（現・ENEOS）横浜製油所第三工場 専用線
- 日本石油精製（現・ENEOS）横浜製油所第四工場 専用線
  - 上記2路線は、1985年ごろまでベンゼン等の石油製品の発送があった。
- 日本アスベスト（現・ニチアス）鶴見工場 専用線
- 昭和産業鶴見工場 専用線
- 横浜市中央卸売市場食肉市場 専用線
- 内外輸送横浜支店 専用線
  - 2002年までメタノールなどのアルコールの取り扱いがあった。

また、新興駅の基部の操車場から産業道路沿いに南下する構内側線もあり、そこから分岐する専用線もあった。
- 味の素製油（現・J-オイルミルズ）横浜工場 専用線
- 日産自動車横浜工場 専用線
- 日東化学工業（現・三菱レイヨン）横浜事業所 専用線
- 保土谷化学工業横浜工場 専用線
- 大阪セメント横浜工場（現・住友大阪セメント鶴見サービスステーション）専用線
- 三菱セメント（現・宇部三菱セメント鶴見サービスステーション）専用線
  - 上記2路線は、保土谷化学工業線から分岐していた。
- アジア石油（現・コスモ石油）横浜製油所専用線
- 大東タンクターミナル 専用線
  - アジア石油線から分岐し、埠頭の最南端へ伸びていた。

新興駅構内となった後も旧入江駅から分岐する専用線もあった。
- 日本石油精製（現・JXTGエネルギー）横浜製油所第一工場 専用線
  - 1999年（平成11年）2月までパラフィンを発送していた。

## 1985年時の常備貨車
昭和60年版私有貨車番号表『トワイライトゾーンMANUAL13』：ネコ・パブリッシング、発行年：2004年
大和商会所有
- タキ5750形（濃硫酸、発煙硫酸専用）1両

共同石油所有
- タキ45000形（石油類（ガソリン除く）専用）1両
- タキ3000形（ガソリン専用）3両
- タキ9900形（ガソリン専用）19両
- タキ35000形（ガソリン専用）3両
- タキ25000形（LPガス専用最高使用圧力kg/cm3  ）4両

昭和電工所有
- タキ6400形（アルミナ専用）4両
- タキ10500形（アルミナ専用）1両
- タキ17900形（アルミナ専用）13両

内外輸送所有
- タキ13700形（アルコール専用）10両
- タム3050形（ホルマリン専用）4両
- タキ8700形（酢酸ビニル専用）1両
- タキ20000形（石油類（ガソリン除く）専用）3両
- タキ13800形（酒類専用）9両
- タキ7950形（メタノール専用）6両

日東化学工業所有
- タサ4600形（アクリルニトリル専用）2両
- タサ5900形（液化モノメチルアミン専用）1両

日本石油所有
- タキ2100形（石油類（ガソリン除く）専用）27両
- タキ9800形（石油類（ガソリン除く）専用）23両
- タキ11000形（石油類（ガソリン除く）専用）35両
- タキ3000形（ガソリン専用）8両
- タキ9900形（ガソリン専用）10両
- タキ35000形（ガソリン専用）1両
- タキ50000形（ガソリン専用）9両
- タキ17800形（パラフィン専用）2両

日本石油輸送所有
- タキ3000形（ガソリン専用）5両

保土谷化学工業所有
- タキ300形（濃硫酸、発煙硫酸専用）1両

## 利用状況
過去の年間発着トン数は下記の通り。
| 年度   | 年間貨物取扱量 | 年間貨物取扱量 |
| 年度   | 発送（トン）   | 到着（トン）   |
| ------ | -------------- | -------------- |
| 1998年 | 35,146         | 4,288          |
| 1999年 | 31,144         | 3,728          |
| 2000年 | 2,372          | 778            |
| 2001年 | 2,350          | 400            |
| 2002年 | 438            | 184            |
| 2003年 | 40             | 42             |

## 跡地利用

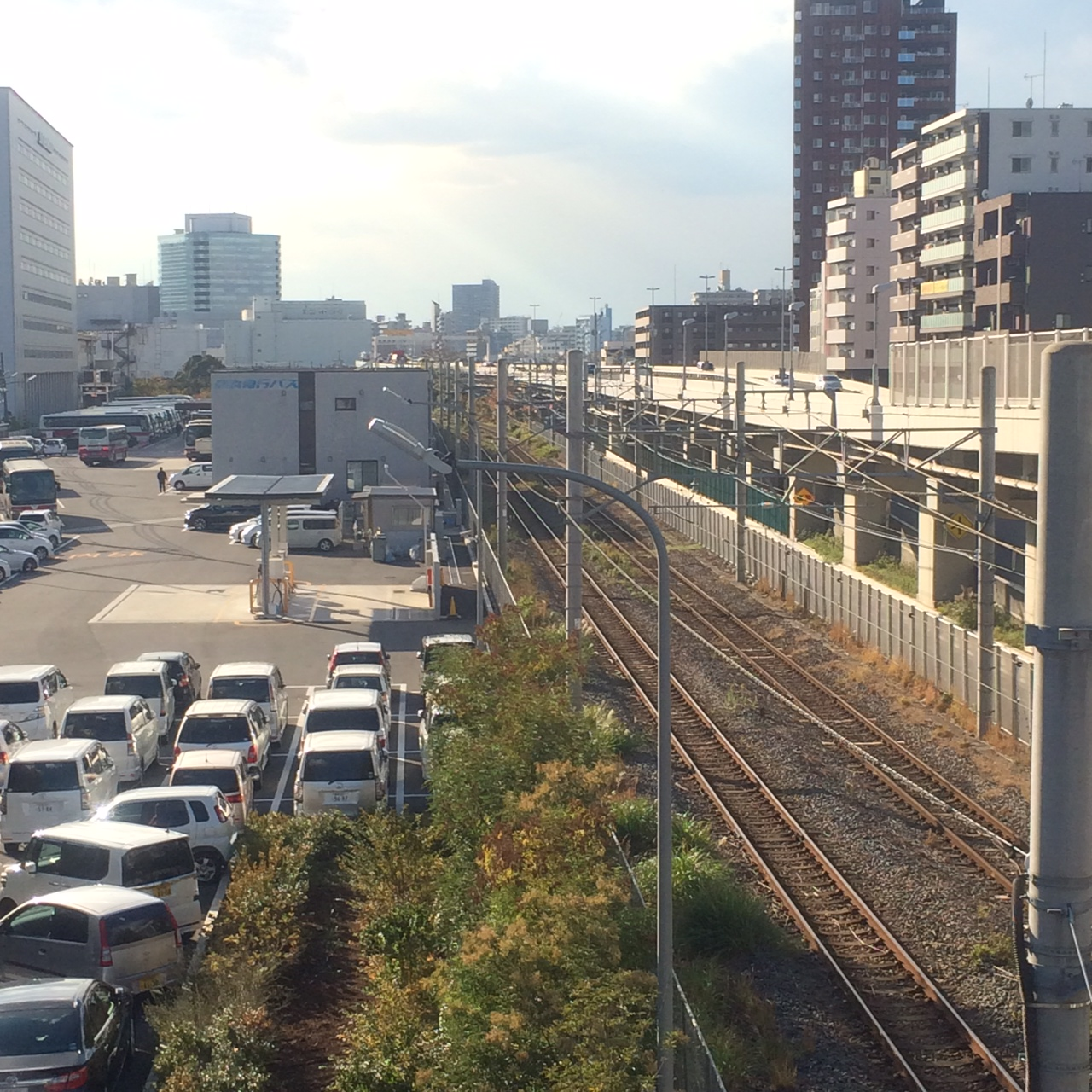
駅舎撤去後。跡地には京浜急行バス新子安営業所が建っている（2014年）

新興駅前交差点と恵比寿町交差点の間1.7キロメートルの廃線跡の約2ヘクタールは、横浜市が「貨物線の森緑道」として公園整備をしており、2008年（平成20年）6月29日に一部（新興駅側の140メートル、4,000平方メートル）が完成した。。
新興駅の跡地は、京浜急行バス新子安営業所（登記上の所在地は当時の新興駅と同じ）となった。

## 隣の駅
東日本旅客鉄道（JR東日本）
東海道本線貨物支線（高島線）
鶴見駅 - 新興駅 - 東高島駅